# Reynosia mucronata
Reynosia mucronata är en brakvedsväxtart. Reynosia mucronata ingår i släktet Reynosia och familjen brakvedsväxter.

## Underarter
Arten delas in i följande underarter:
- R. m. azulensis
- R. m. mucronata
- R. m. nipensis